# Mycetophila pirapesi
Mycetophila pirapesi är en tvåvingeart som beskrevs av Lane 1958. Mycetophila pirapesi ingår i släktet Mycetophila och familjen svampmyggor. Inga underarter finns listade i Catalogue of Life.